# Паса-Сети
Паса-Сети (порт. Passa Sete) — муниципалитет в Бразилии, входит в штат Риу-Гранди-ду-Сул. Составная часть мезорегиона Восточно-центральная часть штата Риу-Гранди-ду-Сул. Входит в экономико-статистический микрорегион Санта-Крус-ду-Сул. Население составляет 4555 человек на 2006 год. Занимает площадь 304,760 км². Плотность населения — 14,9 чел./км².

## Статистика
- Валовой внутренний продукт на 2003 составляет 38 220 766,00 реалов (данные: Бразильский институт географии и статистики).
- Валовой внутренний продукт на душу населения на 2003 составляет 8316,09 реалов (данные: Бразильский институт географии и статистики).
- Индекс развития человеческого потенциала на 2000 составляет 0,714 (данные: Программа развития ООН).